# Aïn Ben Beida
Aïn Ben Beida è un comune dell'Algeria, situato nella provincia di Guelma.